# Cuevas del Silvino
El Parque nacional Cuevas del Silvino es un área protegida que consiste en un sistema de cuevas de piedra caliza situado en el kilómetro 260 de la carretera que conecta la Ciudad de Guatemala con Puerto Barrios, en la municipalidad de Morales en el departamento de Izabal, Guatemala. 
El sistema de cuevas del Silvino fue declarado parque nacional en el año 1972 cubriendo una superficie de aproximadamente 8 hectáreas (0,08 km²).